# Maison au 1 rue Sainte Cécile à Albi
La maison du 1 rue Sainte Cécile est une maison, protégée des monuments historiques, datée du XVIIe siècle et située à Albi

## Localisation
L'immeuble est situé au 1 de la rue Sainte Cécile, à  l'angle de la rue Maries à Albi dans le Tarn. 

## Historique
Cette maison fut la première demeure de la famille Reynes, quatrième fortune d'Albi enrichie dans le commerce du pastel. Attenant au chapitre Saint Salvy, un ensemble de maisons fut vendu en partie à des fins commerciales (principalement les niveaux de rez-de-chaussée), laissant libre la reconstruction d'édifices mais en se réservant l’accès des étages supérieurs à l'ensemble religieux Saint Salvy. Les boutiques ouvrirent sur la place de la pile (maintenant Place Sainte Cécile) et de la rue de loulmet, (maintenant rue Sainte Cécile partielle). Après que les abords de la Cathédrale furent rasées des édifices qui la constituaient entre 1868 et 1880 et une restructuration urbaine au XIXe siècle élaborée d'après les dessins de l’ingénieur Jean- François Mariès (1758-1851), elle put se révéler à la vue de tous depuis la place Sainte Cécile.
L'immeuble est inscrit au titre des monuments historiques le 9 juin 1971.

## Construction
Elle est d'un style néo-classique à cinq niveaux faits de briques. Les trois premiers étages possèdent six fenêtres à encadrements et meneaux de pierre. Le dernier étage fut traité différemment. Le rez-de-chaussée est dédié au commerce. L'arrière du bâtiment, visible depuis le Parvis Saint Salvy, est à colombage. 